# Кастрычник (Гомельская область)
Кастрычник (бел. Кастры́чнік) — посёлок в Паричском сельсовете Светлогорского района Гомельской области Республики Беларусь.

## География

### Расположение
В 32 км на северо-запад от Светлогорска, 30 км от железнодорожной станции Светлогорск-на-Березине (на линии Жлобин — Калинковичи), 142 км от Гомеля.

### Гидрография
На юге мелиоративные каналы.

## Транспортная сеть
Транспортные связи по просёлочной, затем автомобильной дороге Паричи — Озаричи. Застройка компактная, деревянная.

## История
Основан в начале 1920-х годов переселенцами из соседних деревень на бывших помещичьих землях. В 1931 году жители вступили в колхоз. Во время Великой Отечественной войны действовала подпольная группа.
До 16 декабря 2009 года в составе Козловского сельсовета, с 16 декабря 2009 года в составе Паричского поселкового Совета депутатов, с 12 декабря 2013 года в составе Паричского сельсовета.

## Население

### Численность
- 2021 год — 43 жителя

### Динамика
- 1959 год — 172 жителя (согласно переписи)
- 2004 год — 33 хозяйства, 63 жителя
- 2021 год — 43 жителя